# 大平昌彦
大平 昌彦（おおひら まさひこ、1914年7月1日 - 2010年2月1日）は日本の医学者。岡山大学名誉教授。専門は公衆衛生学。

## 経歴
福岡県出身。1932年福岡県中学修猷館、1935年旧制福岡高等学校理科甲類を経て、1939年九州帝国大学医学部卒業。同年5月九州帝国大学医学部第3内科（小野寺直助教授）に入局するが、同年7月には海軍軍医となり、横須賀海軍病院、海軍軍医学校、連合艦隊第4潜水戦隊、海南島陸戦隊、稚内通信隊、海軍潜水学校、ラバウル潜水艦基地に勤務する。
1946年5月復員。同年10月九州帝国大学大学院特別研究生となり、1948年9月満了。九州大学医学部助手を経て、1950年5月助教授に就任。1954年6月米国留学し、同年9月ピッツバーグ大学公衆衛生学部に入学、1955年6月同マスター課程（Master of Public Health（MPH））修了。
1957年6月岡山大学医学部教授（衛生学講座）に就任。1961年2月医師国家試験の審査委員を務める。1971年7月日本公衆衛生学会理事長に就任。
1980年4月定年退官、岡山大学名誉教授。退官後、高知県衛生研究所所長、四国学院大学教授などを務めた。

## 家族
- 父方祖父・大平楨作（1854-） ‐ 山形県酒田出身の医師。1878年に済生館に奉職し、医術開業試験合格をもって、1880年に酒田で開業、1890年に上京し、大学専科生として内科を学び、1899年伝染病研究所入所。[5][6]
- 父・大平得三（1882－1962） ‐ 山形生まれ。京都帝国大学福岡医科大学卒業後、九州帝国大学教授、満州国初代衛生技監、奉天医科大学学長、鹿児島県立大学学長などを務めた。1915年より1年間米国留学し、1920年医学博士号取得。孫に大平健。[5][7][8]
- 母・操 ‐ 元良勇次郎の長女[5]
- 母方いとこ・高橋秀俊 ‐母の妹の子